# Subróżniczka

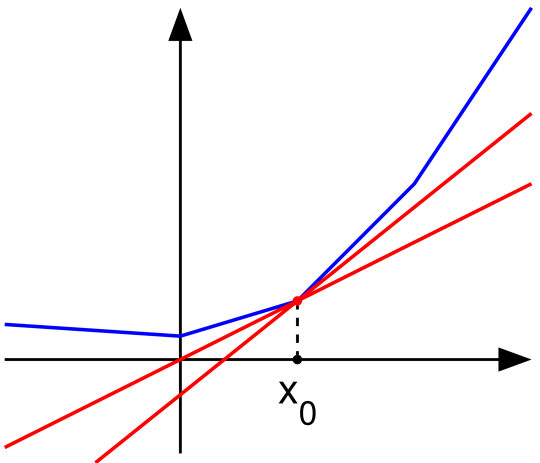
Funkcja wypukła (niebieski) i „podstyczne” w x_{0} (czerwony).

Subróżniczka, subgradient, subpochodna (podróżniczka, podgradient, podpochodna) – pojęcia pojawiające się w analizie wypukłej, czyli badaniu funkcji wypukłych, często w powiązaniu z optymalizacją wypukłą.

## Motywacja
Niech {\displaystyle f\colon I\to \mathbb {R} } będzie funkcją wypukłą o wartościach rzeczywistych określoną na przedziale otwartym prostej rzeczywistej. Taka funkcja nie musi być różniczkowalna w każdym punkcie: przykładowo funkcja wartości bezwzględnej określona wzorem {\displaystyle f(x)=|x|} jest nieróżniczkowalna dla {\displaystyle x=0.} Jednakże, jak widać na rysunku po prawej, dla każdego {\displaystyle x_{0}} należącego do dziedziny można nakreślić prostą przechodzącą przez punkt {\displaystyle {\bigl (}x_{0},f(x_{0}){\bigr )},} która w każdym punkcie albo jest styczna, albo leży poniżej wykresu {\displaystyle f.} Właśnie nachylenie tej prostej nazywane jest podpochodną (gdyż prosta leży pod wykresem).

## Definicja
Subpochodną funkcji wypukłej {\displaystyle f\colon I\to \mathbb {R} } w punkcie {\displaystyle x_{0}} należącym do przedziału otwartego {\displaystyle I} nazywa się taką liczbę rzeczywistą {\displaystyle c,} że
{\displaystyle f(x)-f(x_{0})\geqslant c(x-x_{0})}
dla każdego {\displaystyle x} należącego do {\displaystyle I.} Można pokazać, że zbiór podpochodnych w punkcie {\displaystyle x_{0}} jest niepustym przedziałem domkniętym {\displaystyle [a,b],} gdzie {\displaystyle a} oraz {\displaystyle b} oznaczają granice jednostronne
{\displaystyle a=\lim _{x\to x_{0}^{-}}{\frac {f(x)-f(x_{0})}{x-x_{0}}}}
oraz
{\displaystyle b=\lim _{x\to x_{0}^{+}}{\frac {f(x)-f(x_{0})}{x-x_{0}}},}
które zawsze istnieją i spełniają {\displaystyle a\leqslant b.}
Zbiór {\displaystyle [a,b]} wszystkich podpochodnych nazywa się subróżniczką funkcji {\displaystyle f} w punkcie {\displaystyle x_{0}.}

## Przykłady
Niech dana będzie funkcja wypukła {\displaystyle f(x)=|x|.} Jej subróżniczką w początku układu jest przedział {\displaystyle [-1,1].} subróżniczka w dowolnym punkcie {\displaystyle x_{0}<0} jest równa zbiorowi jednoelementowemu {\displaystyle \{-1\},} zaś w punktach {\displaystyle x_{0}>0} jest nią zbiór {\displaystyle \{1\}.}

## Własności
- Funkcja wypukła {\displaystyle f\colon I\to \mathbb {R} } jest różniczkowalna w punkcie {\displaystyle x_{0}} wtedy i tylko wtedy, gdy jej subróżniczka składa się tylko z jednego punktu, który jest pochodną w {\displaystyle x_{0}.}
- Punkt {\displaystyle x_{0}} jest minimum globalnym funkcji {\displaystyle f} wtedy i tylko wtedy, gdy zero zawiera się w subróżniczce, tzn. na powyższym rysunku można nakreślić tylko poziomą „podstyczną” do wykresu {\displaystyle f} w punkcie {\displaystyle {\bigl (}x_{0},f(x_{0}){\bigr )}.} Własność ta jest uogólnieniem faktu, że pochodna funkcji różniczkowalnej zeruje się w minimum lokalnym.

## Subgradient
Pojęcia subpochodnej i subróżniczki mogą być uogólnione na funkcje wielu zmiennych. Jeżeli {\displaystyle f\colon U\to \mathbb {R} } jest funkcją wypukłą o wartościach rzeczywistych określoną na wypukłym podzbiorze otwartym przestrzeni euklidesowej {\displaystyle \mathbb {R} ^{n},} to wektor {\displaystyle \mathbf {v} } tej przestrzeni nazywa się subgradientem w punkcie {\displaystyle \mathbf {x} _{0}} należącym do {\displaystyle U,} jeśli dla każdego {\displaystyle \mathbf {x} } z {\displaystyle U} zachodzi
{\displaystyle f(\mathbf {x} )-f(\mathbf {x} _{0})\geqslant \mathbf {v} \cdot (\mathbf {x} -\mathbf {x} _{0}),}
gdzie mnożenie po prawej oznacza iloczyn skalarny.
Zbiór wszystkich subgradientów w {\displaystyle x_{0}} nazywa się subróżniczką w {\displaystyle \mathbf {x} _{0}} i oznacza symbolem {\displaystyle \partial f(\mathbf {x} _{0}).} Subróżniczka jest zawsze niepustym, wypukłym zbiorem zwartym (tzn. domkniętym i ograniczonym).
Pojęcia te uogólniają się dalej na funkcje wypukłe {\displaystyle f\colon U\to \mathbb {R} } określone na podzbiorze wypukłym przestrzeni lokalnie wypukłej {\displaystyle V.} Funkcjonał {\displaystyle \mathbf {v} ^{*}} należący do przestrzeni sprzężonej {\displaystyle V^{*}} nazywa się subgradientem w {\displaystyle \mathbf {x} _{0}} należącym do {\displaystyle U,} jeżeli
{\displaystyle f(\mathbf {x} )-f(\mathbf {x} _{0})\geqslant \mathbf {v} ^{*}(\mathbf {x} -\mathbf {x} _{0}).}
Zbiór wszystkich subgradientów w punkcie {\displaystyle \mathbf {x} _{0}} nazywa się subróżniczką w {\displaystyle x_{0}} i także oznacza symbolem {\displaystyle \partial f(\mathbf {x} _{0}).} Subróżniczka zawsze jest wypukłym zbiorem domkniętym. Zbiór ten może być pusty: przykładem może być operator nieograniczony, który jest wypukły, lecz nie ma subgradientu. Jeśli {\displaystyle f} jest ciągła, to subróżniczka nie jest pusta.